# Music Is My Thing
Singles de dream
Sincerely ~Ever Dream~
(2002) I Love Dream World
(2003)
Music Is My Thing (écrit en majuscules : MUSIC IS MY THING) est le quatorzième single du groupe féminin de J-pop dream, sorti le 13 février 2003 au Japon sous le label avex trax, huit mois après le précédent single du groupe, Sincerely ~Ever Dream~. Il atteint la 18e place du classement Oricon, et reste classé pendant quatre semaines.
C'est le premier single sorti par la nouvelle formation du groupe à huit membres : Mai Matsumoro, l'une des trois membres originales, a en effet quitté le groupe l'été précédent, et a été remplacée par six nouvelles membres.
C'est aussi le premier single du groupe à ne contenir qu'une seule chanson (et sa version instrumentale), une reprise adaptée en japonais d'un titre originellement en anglais de la chanteuse belge Samantha Gilles paru en 1986. La reprise est utilisée comme cinquième générique de fin de la série anime Hikaru no go, et figurera dans une version légèrement différente sur l'album de reprises Dream World qui sort deux semaines plus tard.

## Liste des titres
1. MUSIC IS MY THING (ORIGINAL MIX)
2. MUSIC IS MY THING (INSTRUMENTAL)

## Membres
- 1re génération : Kana Tachibana, Yū Hasebe
- 2e génération : Sayaka Yamamoto, Erie Abe, Aya Takamoto, Ami Nakashima, Shizuka Nishida, Risa Ai